# Pogo Teatro
O Pogo Teatro é uma companhia fundada em Lisboa em 1993.
A colaboração de que resulta o Pogo foi amplas vezes ensaiada em domínios tão variados de expressão como o vídeo-teatro, o café-teatro, a performance e as artes plásticas. Os seus autores, de forma continuada ou intermitente, prosseguem uma colaboração criativa desde 1993, altura em que fundaram ou integraram o Pogo. O trabalho desenvolvido por este grupo aproveitava experiências anteriores tidas com o Café Aparte, um grupo vocacionado para o café-teatro e inspirado em mestres do humor como Devos, Fellini, Buster Keaton, Mrozek, Ionesco, etc. Todavia, o Pogo resultou da necessidade de ampliar as premissas a partir das quais encarar a expressão artística, e reuniu, na sua origem, criadores ligados ao teatro, à performance, ao vídeo, à literatura, à música, à moda e às artes plásticas, numa lógica de captação e sedimentação de linguagens aparentemente exteriores ao teatro. 
O Pogo surgiu assim como uma espécie de laboratório onde se questionou a linguagem do próprio teatro enquanto universo autónomo, e se ensaiou a sua reciclagem em termos formais e técnicos, penetrando-o de sentidos contemporâneos, quer em relação ao conteúdo, quer na sua estratégia formal. Exemplo disso foi a gradual evolução para uma prática do vídeo-teatro, não apenas como simples ampliação ou fragmentação da unidade cénica, mas como um modelo de cruzamento de linguagens expressivas capaz de consagrar novos modelos ficcionais. 
A premissa essencial desta evolução consistiu na ideia de formular um princípio de responsabilidade artística do criador no confronto imposto pela nova paisagem expressiva contemporânea. Mais especificamente, o de formular o comportamento criativo desejável numa sociedade de novas aventuras tecnológicas, económicas e industriais enquadradas por meios mediáticos hiper-evoluído. Esta nova paisagem não seria apenas um conjunto de novas premissas a partir das quais tivessemos que pensar o estado geral das artes ou apontar para a sua redefinição individual. Seria, de forma mais radical, uma dissolução sistemática dos códigos artísticos num circuito universal de mensagens em processo de perda dos seus privilégios axiológicos, epistemológicos ou estéticos. Testou-se assim as premissas estéticas deste novo estado de coisas e fez-se, em consequência, reverter para a prática teatral a falência do binómio realidade / representação, pelo qual se tentou, não elevar o teatro à contemporaneidade, mas dotar a contemporaneidade de um destino teatral, filtrando assim o velho conceito barroco do teatro do mundo à luz de uma época em que o mundo é o que resulta da impossibilidade do teatro.[carece de fontes?]

## Espectáculos / Filmes / Exposições / Projectos
2015 | Pogo, um ajuste de contas com o futuro (livro)
2014 | Atiradores de Elite, Faculdade de Belas Artes da Universidade de Lisboa, Lisboa
2013 | Balada a Mr. Brandy, Espaço Sou, Lisboa
Exposição War(m) up, Casa Bernardo, Caldas da Rainha
2012 | Homeless
Place, Galeria Municipal da Graça, Lisboa
Plateau, longa, encomenda RTP, co-produção TM São Luiz
Super Stereo Demonstration, Maria Matos e Lux, Lisboa
Spin Techs, Antiga Rodoviária de Abrantes, Abrantes
Sociedade do Espectáculo, curta-metragem, Festival Panorama, Cinema S. Jorge e FBAUL, Lisboa
2011 | Video Home System - A Obediência, Espaço Nimas, Lisboa
2009 | Pull Over de Luis ElGris; Jardim Botânico de Lisboa, Lisboa
Geração VHS, LX Factory, Lisboa
2007 | Vis a Vis de Felix Lozano; Teatro Maria Matos, Lisboa e Quarta Pared, Madrid
2005 | SuperStereo Demonstration II, Castelo de Linhares da Beira, Guarda
2004 | Punchline– Amorti, Galeria Zé dos Bois e Santiago Alquimista, Lisboa
2002 | SuperStereo Demonstration, Galeria Zé dos Bois, Lisboa
2001 | Play Pause, Lux-Frágil, Lisboa
2000 | Mainstream 2000, Festival da Primavera, Teatro Viriato, Viseu
No Exit – Festiva Número, Lisboa
1999 | Mainstream, Centro Cultural de Belém, Lisboa
1998 | Lourenço on the Beach, curta, encomenda Expo 98, Expo 98, Cinema Roma e Cinema King, Lisboa
1997 | O Homem do Liechtenstein, Ritz Club, Lisboa.
Zap Splat, Festival Atlântico, Litografia Portugal, Lisboa.
Sent, Teatro Taborda, Lisboa.
1996 | Balada a Mr Brandy II, Galeria Zé dos Bois, Lisboa.
Handicap, Galeria Zé dos Bois, Lisboa.
Road Movie, co-produção Pelágio Real, encomenda Casa de Serralves, Porto
1995 | Lips on Lab, Teatro Malaposta (LAB 4), Lisboa.
Chinese Rock, Festival X, Almada.
Complexo Titanic, Centro Cultural da Malaposta (LAB 5) e Teatro Taborda, Lisboa
1993 | Balada a Mr. Brandy I, Centro Cultural da Malaposta (LAB 2), Lisboa.